# 대한민국 형사소송법 제119조
대한민국 형사소송법 제119조는 집행 중의 출입금지에 대한 형사소송법의 조문이다.

## 조문
제119조(집행 중의 출입금지) ① 압수·수색영장의 집행 중에는 타인의 출입을 금지할 수 있다.
②전항의 규정에 위배한 자에게는 퇴거하게 하거나 집행종료시까지 간수자를 붙일 수 있다.

第119條(執行 中의 出入禁止) ① 押收·搜索令狀의 執行 中에는 他人의 出入을 禁止할 수 있다.
②前項의 規定에 違背한 者에게는 退去하게 하거나 執行終了時까지 看守者를 붙일 수 있다.

## 참고 문헌
- 손동권 신이철, 새로운 형사소송법(초판, 2013), 세창, 2013. ISBN 9788984114081

## 같이 보기
- 압수